# 17115 Justiniano
A 17115 Justiniano (ideiglenes jelöléssel 1999 JT54) a Naprendszer kisbolygóövében található aszteroida. A LINEAR projekt keretében fedezték fel 1999. május 10-én.